# Тајне винове лозе (2. сезона)
Друга сезона драмске телевизијске серије Тајне винове лозе  емитовала се током 2022. године на Суперстар ТВ.  Друга сезона се састоји од 38 епизода.

## Радња
Окосница друге сезоне је и даље вино.
Главна радња се врти око вина сорте Багрина, производње вина Теодора и једног новог вина које Зоран прави у винарији "Томовић" у Суботици.
Главни јунак Вук овог пута није на домаћем терену, за север га веже империја коју је изградио, Јелена са којом се још увек није формално развео, и њихова заједничка брига за ћерку Ању која путује по свету, као да хоће да побегне од њих... И, наравно, Вера, која примећује да Вука не држи место и да још увек није раскрстио са прошлошћу. Вук је био кључна личност у вођењу винарије "Томовић". Сада га нема и питање је да ли ће винарија без њега опстати. Појављују се конкуренти који желе да откупе винарију и униште је.
Вера паралелно отпочиње истрагу о родитељима које је изгубила као мала, што ће касније постати од пресудног значаја за саму производњу "Теодоре"... Док се на северу, над домом породице Томовић, надвија нова моћна и мистериозна фигура, некадашњи Радулов штићеник, а сада светски успешан бизнисмен који се, после много година, враћа из Немачке у своје родно место - Коста. Ко је Коста, мистериозна личност, контраверзни бизнисмен, добротвор, како се представља или злотвор, како Вук мисли?
Љубав Вере и Вука је стављена на највећи тест до сада. Они ће морати да покажу да су најјачи онда кад им је најтеже, јер улог овог пута није само њихов однос, већ читава породица, као и вино за које су се све ове године борили.

## Епизоде
| Бр. еп. (укупно) | Бр. еп. (у сезони) | Наслов | Редитељ                                                             | Сценариста                   | Премијера       |
| --- | ------------------ | ------ | ------------------------------------------------------------------- | ---------------------------- | --------------- |
| 37 | 1                  |        | Ана Марија Роси, Горчин Стојановић, Марко Глушич и Дејан Караклајић | Ива Митровић и Марко Поповић | 28. март 2022.  |
| Вера и Вук коначно живе заједно у источној Србији, после дуго година чекања да се њихова љубав реализује. Вера, ипак, не може да се навикне на нову ситуацију. Стално је прогањају духови прошлости. Присећа се својих родитеља који су трагично настрадали у саобраћајној несрећи, а додатни проблем јој је то што се њен бивши муж Ненад, за којег је веровала да је мртав, заправо крио у манастиру као монах Иларион. Сада је, барем по званичној верзији, преминуо и Иларион, али Вера је и даље неспокојна кад год се помене Ненад/Иларион. Локални полицајац Вери и Вуку каже да истина о томе да су Ненад и Иларион иста особа никако не би смело да буде откривена.                                                     |                    |        |                                                                     |                              |                 |
| 38 | 2                  |        | Ана Марија Роси, Горчин Стојановић, Марко Глушич и Дејан Караклајић | Ива Митровић и Марко Поповић | 29. март 2022.  |
| Верин виноград у источној Србији је спаљен. Верин син, Марко, покушава да спаси шта се спасити може. Хоће да купи земљу од свог суседа која би могла да им помогне да се поново врате у виноградарски посао. Међутим, ту земљу је купио бизнисмен из Суботице, Драгић, који се бави хотелијерством и коцкарницама. Вера је, с друге стране, опседнута прошлошћу. Покушава да дође до информација да ли постоји нека скривена позадина иза саобраћајне несреће у којој су погинули њени родитељи кад је она имала четири године. Вера би желела да уз помоћ тог открића сазна нешто више о свом пореклу. |                    |        |                                                                     |                              |                 |
| 39 | 3                  |        | Ана Марија Роси, Горчин Стојановић, Марко Глушич и Дејан Караклајић | Ива Митровић и Марко Поповић | 30. март 2022.  |
| Вук сада живи са Вером у источној Србији, иако се још увек није развео од Јелене. Очекује да Јелена потпише папире за развод брака. У разговору са адвокатом, Јелена сазна да је Вукова понуда, када је реч о подели имовине, изразито великодушна. Адвокат је уверава да је сјајно што је потписала папире за развод, који су у материјалном погледу веома повољни по њу. С друге стране, Веру све више оптерећују лични и пословни проблеми. Она би заправо желела да све недаће остави иза себе и започне рад са винаријом испочетка. |                    |        |                                                                     |                              |                 |
| 40 | 4                  |        | Ана Марија Роси, Горчин Стојановић, Марко Глушич и Дејан Караклајић | Ива Митровић и Марко Поповић | 31. март 2022.  |
| Локални полицајац, Стева, саопшти Вери, која трага за пореклом својих родитеља, да су они стигли из Словеније. И да је Вера тамо рођена. Вери није јасно зашто су се њени родитељи преселили баш у Неготин и да нико од родбине није дошао на њихову сахрану. Њој никако не успева да дође до докумената о болници у којој је рођена. Вера живи са Вуком, који има проблема са својом сестром Ружом. Бивша Вукова жена, Јелена, хоће да прода винарију, што значи да ће Ружа, али и Вукова ћерка Ања, као и његов брат Зоран - остати без посла, јер сви раде за винарију "Томовић", чије пословање Јелена намерава да препусти контроверзном бизнисмену - Драгићу.                                                              |                    |        |                                                                     |                              |                 |
| 41 | 5                  |        | Ана Марија Роси, Горчин Стојановић, Марко Глушич и Дејан Караклајић | Ива Митровић и Марко Поповић | 1. април 2022.  |
| Јелена, након разлаза са супругом Вуком, сада води винарију "Томовић". У њеном животу појавио се Коста, стари пријатељ њеног покојног оца Радула. Јеленин отац је на сумњив начин стекао своје богатство, а нису најчистији ни Костини послови. Коста је дошао из Немачке, а ускоро му се придружила и супруга, Теа. Јелена је позвала Косту и Теу на вечеру. На вечери је и Вуков брат, Зоран, који Кости саопшти да планира да направи нову сорту вина која ће бити базирана на грожђу третираном на неуобичајени начин, односно брање грожђа би требало да буде обављено ноћу. |                    |        |                                                                     |                              |                 |
| 42 | 6                  |        | Ана Марија Роси, Горчин Стојановић, Марко Глушич и Дејан Караклајић | Ива Митровић и Марко Поповић | 4. април 2022.  |
| Вук је дошао у Суботицу, заједно са сином Марком. Иако је убеђен да је потписао папире за развод брака са Јеленом, она тврди да нису преко курирске службе стигли ти папири. Ипак се утврди да су ти папири допремљени до Јеленине куће. Вук је у Суботицу дошао искључиво због пословних разлога везаних за винарију Томовић, коју намерава да преузме његов стари противник - Драгић. Вукова сестра, Ружа, не жели да се тек тако одрекне имовине која је у Јеленином поседу, јер сматра да и њој припада одређени део будући да је много времена и труда уложила у винарију "Томовић". |                    |        |                                                                     |                              |                 |
| 43 | 7                  |        | Ана Марија Роси, Горчин Стојановић, Марко Глушич и Дејан Караклајић | Ива Митровић и Марко Поповић | 5. април 2022.  |
| Вук је био у Суботици да провери како се развијају послови у винарији "Томовић", коју је он некада водио, а сада је под контролом његове бивше супруге, Јелене. Када се врати у Неготин, Вера, жена са којом је у љубавној вези, испитује Вука који је исход преговора. Вук је за то да прекине пословни однос са винаријом "Томовић" и да све почне испочетка. Вера се заинатила и не жели да прекине сарадњу са винаријом "Томовић". С друге стране, Веру мучи њена прошлост, јер никако не може да дође до праве информације о њеном и пореклу њених родитеља. |                    |        |                                                                     |                              |                 |
| 44 | 8                  |        | Ана Марија Роси, Горчин Стојановић, Марко Глушич и Дејан Караклајић | Ива Митровић и Марко Поповић | 6. април 2022.  |
| Локални полицајац, Стева, сматра да би требало да открије Вери тајну о њеним покојним родитељима. Миртеа, жена код које је Вера одрасла, противи се томе и сматра да не би требало отварати старе ране. Жеља Вериних родитеља је била да се не зна ништа о њиховој прошлости и о разлозима зашто су напустили Словенију. Миртеа је добро познавала Верине родитеље и помогла им је кад су се преселили у Неготин. Међутим, Веру мучи та непознаница и претура по старим породичним документима. |                    |        |                                                                     |                              |                 |
| 45 | 9                  |        | Ана Марија Роси, Горчин Стојановић, Марко Глушич и Дејан Караклајић | Ива Митровић и Марко Поповић | 7. април 2022.  |
| Контроверзни бизнисмен Драгић жели да пословно влада винаријом "Томовић", Јелена и Вук који се још увек нису формално развели, противе се његовим намерима. Драгић им пошаље инспекцију и узме документа из фирме. Вера и Вук, који сада живи у Неготину, крену у Суботицу с намером да разреше тај проблем. С друге стране, Јелена би да искористи то што Вук долази у Суботицу да се и законски растави са Вуком и тако разреши имовинско-правне односе. Јелена ангажује адвокатицу која је бескруполозна када је реч о остваривању интереса њених клијената. |                    |        |                                                                     |                              |                 |
| 46 | 10                 |        | Ана Марија Роси, Горчин Стојановић, Марко Глушич и Дејан Караклајић | Ива Митровић и Марко Поповић | 8. април 2022.  |
| Син Зорана Томовића, Иван, направио је и објавио на јутјубу песму под псеудонимом "Кристина", која је наишла на изузетан пријем код слушалаца. Из Немачке је стигао Коста, који сарађује са Зораном, а Костина супруга, Теа, је музичка менаџерка. Теа предложи Ивану да води рачуна о његовој музичарској каријери, будући да, како сматра она, Иван има велики потенцијал. Иван се предомишља, јер његови родитељи не знају чиме се он бави, а ускоро му почиње и факултет. Ипак прихвати Теину понуду не слутећи да она има скривене намере. |                    |        |                                                                     |                              |                 |
| 47 | 11                 |        | Ана Марија Роси, Горчин Стојановић, Марко Глушич и Дејан Караклајић | Ива Митровић и Марко Поповић | 11. април 2022. |
| Вук се код свог пријатеља, шефа полиције у Суботици, распитује о Кости, бизнисмену који је недавно дошао из Немачке. Требало би да уђе са Костом у пословну сарадњу, али му је нејасна његова прошлост. Вуков брат, Зоран, већ сарађује са Костом. Коста и Зоран се одлично разумеју, јер су обојица лечени алкохоличари. Вукова бракоразводна парница се компликује јер је Јелена, жена са којом више не живи, ангажовала бескрупулозну адвокатицу. Јелена се двоуми. Не зна шта да ради. Не би желела да Вуку направи додатне проблеме, а јасно јој је да ће медијација бити непријатна. |                    |        |                                                                     |                              |                 |
| 48 | 12                 |        | Ана Марија Роси, Горчин Стојановић, Марко Глушич и Дејан Караклајић | Ива Митровић и Марко Поповић | 12. април 2022. |
| На медијацији која је заказана поводом бракоразводне парнице Вука и Јелене адвокати износе своје предлоге. Вуков адвокат сматра да кућа остане Вуку, јер је изграђена на земљи његовог деде, а Јеленина адвокатица је мишљења да би након процене требало продати кућу и поделити новац. Медијација се брзо заврши без споразума и закажу парницу на суду. Јелена је разочарана. Овакав расплет јој се никако не допада, будући да је очекивала договор. Адвокатица убеђује Јелену да никако не би требало да се одриче својих материјалних интереса. |                    |        |                                                                     |                              |                 |
| 49 | 13                 |        | Ана Марија Роси, Горчин Стојановић, Марко Глушич и Дејан Караклајић | Ива Митровић и Марко Поповић | 13. април 2022. |
| Бракоразводна парница између Јелене и Вука је у току. Јелени је помало непријатно због тога, јер мисли да се сада, када више не живи са њим, пуно боље слаже са Вуком. Бескупулозна адвокатица јој каже да не би требало да буде милосрдна. Она наговара Јелену да узме новац за половину куће и да потражи још нешто о Вукове имовине. Адвокатица је сигурна да Вук има неки новац који није пријавио. Она предложи Јелени да потражи неке ствари из Вукове прошлости. Испостави се да Вукова сестра, Ружа, води паралелно књиговодство у којем су докази о скривеној имовини. |                    |        |                                                                     |                              |                 |
| 50 | 14                 |        | Ана Марија Роси, Горчин Стојановић, Марко Глушич и Дејан Караклајић | Ива Митровић и Марко Поповић | 14. април 2022. |
| Вуков брат, Зоран, покушава да среди свој живот. Дуго је имао проблема с алкохолом и сада се потпуно посветио послу - креирању нове сорте вина. Зоран се отуђио од супруге Лине која је имала љубавну авантуру са Шандором. Покајала се због тога и одбија да се види са Шандором. Међутим, Шандор дође у једну кућу с намером да је уцењује - откриће Зорану истину о њеном неверству уколико му не да новац. Лина му обећа новац. Али под условом да Шандор никоме не открије њихову везу и да се више никад не појави у њеном животу. Вук је дошао на разговор са Јеленином адвокатицом. |                    |        |                                                                     |                              |                 |
| 51 | 15                 |        | Ана Марија Роси, Горчин Стојановић, Марко Глушич и Дејан Караклајић | Ива Митровић и Марко Поповић | 15. април 2022. |
| Лина је под великим притиском због Шандорових уцена, њих двоје су имали кратку љубавну авантуру и Шандор је почео да тражи новац од ње, претећи јој да ће свима открити за њихову везу. Међутим, Шандор изненада нестаје. Ружа, сестра Лининог мужа, Зорана, распитује се где је нестао Шандор. Чудно јој је то што је напустио градилиште на којем је радио за њу, а још више се изненади када види да нема ни осталих радника. Ружа не верује у Лининину верзију приче да је Шандор тек тако нестао и одлучи се да позове полицију која би требало да спроведе праву истрагу. |                    |        |                                                                     |                              |                 |
| 52 | 16                 |        | Ана Марија Роси, Горчин Стојановић, Марко Глушич и Дејан Караклајић | Ива Митровић и Марко Поповић | 18. април 2022. |
| Лина више није могла да издржи Шандорове уцене. Тражио је новац од ње да не би открио њихову љубавну везу. Дошао је у њен стан с намером да је силује. Лина га убије ножем. Линин супруг, Зоран, дошао је кући и видео Шандоров леш. Он каже да ће без обзира на све бити на њеној страни. Зоран хоће да позове полицију. Лина се противи томе. Сматра да би сада требало да уклоне леш. Зоран и Лина замотају Шандоров леш у тепих, ставе га у гепек аутомобила и оставе леш у шипражју ван града. Зоранова сестра, Ружа, дође у посету код Зорана и Лине. Ружа је збуњена њиховим чудним понашањем. |                    |        |                                                                     |                              |                 |
| 53 | 17                 |        | Ана Марија Роси, Горчин Стојановић, Марко Глушич и Дејан Караклајић | Ива Митровић и Марко Поповић | 19. април 2022. |
| Ружа је дошла у полицију да би сазнала шта се догодило са Шандором, њеним предузимачем на грађевини. Инспектор Молнар јој каже да је Шандорова жена пријавила његов нестанак. Ружа је изненађена. Није знала да је он ожењен. Шандор има и троје одрасле деце. Она је збуњена због те информације, јер Шандор никада није помињао своју породицу. Ружа дође код Зорана и његове супруге Лине. Уверена је да њих двоје скривају нешто у вези са Шандоровим нестанком. Заправо, Лина је убила Шандора. Супруг Зоран јој је помогао да уклоне леш из њихове куће, али захтева да му каже пуну истину зашто је починила тај злочин.                                                                                                  |                    |        |                                                                     |                              |                 |
| 54 | 18                 |        | Ана Марија Роси, Горчин Стојановић, Марко Глушич и Дејан Караклајић | Ива Митровић и Марко Поповић | 20. април 2022. |
| Лина је убила Шандора, човека који ју је уцењивао и покушао да је силује. Зоран, Линин супруг, хоће да преузме кривицу на себе и оде у затвор, али се Лина противи тој идеји. С друге стране, Веру и даље мучи то што не зна зашто су њени родитељи нагло отишли из Словеније и врло брзо настрадали у саобраћајној несрећи. Из Америке је стигла Верина другарица из детињства, Снежа, која јој каже да се Верина мајка познавала са Миртеом. Миртеа, међутим, без обзира на то што и њу муче сенке прошлости у вези са Вериним родитељима и даље одбија да јој каже нешто детаљније у вези са њиховом судбином. |                    |        |                                                                     |                              |                 |
| 55 | 19                 |        | Ана Марија Роси, Горчин Стојановић, Марко Глушич и Дејан Караклајић | Ива Митровић и Марко Поповић | 21. април 2022. |
| Вера је љута на Вука. Није јој рекао да из Неготина иде у Суботицу, где се срео са бившом супругом, Јеленом. Неко је послао Вери фотографију са Вуком и Јеленом док присно разговарају. Вук се правда тако што каже да је желео да провери ко је Коста који се изненада појавио у Јеленином животу и има неки тајни план. Ружа, Вукова сестра, зове Вука да хитно дође у Суботицу, јер се догодило нешто проблематично. Наиме, Ружи су стигле инкриминишуће фотографије на којима је Лина, супруга њиховог рођеног брата - Зорана. |                    |        |                                                                     |                              |                 |
| 56 | 20                 |        | Ана Марија Роси, Горчин Стојановић, Марко Глушич и Дејан Караклајић | Ива Митровић и Марко Поповић | 22. април 2022. |
| Лини је јасно да је направила велику грешку што је упала у љубавну авантуру са Шандором и што га је убила кад је он покушао да је силује. Лина се, међутим, противи томе да јој породица Томовић, из које је и њен муж Зоран, држи придике. Лина открије Зорану све што се догодило са њом и Шандором. Призна му и да јој се Шандор свидео у почетку познанства и да се пољубила са њим, али да се не сећа шта јој све догодило када су настале инкриминисане фотографије на којима је она. Зорану је јасно да су те фотографије које су стигле до његове сестре Руже послате од неког непознатог уцењивача. |                    |        |                                                                     |                              |                 |
| 57 | 21                 |        | Ана Марија Роси, Горчин Стојановић, Марко Глушич и Дејан Караклајић | Ива Митровић и Марко Поповић | 25. април 2022. |
| Лина, која је убила надзорника на градилишту - Шандора, каже Ружи, сестри свог мужа Зорана, да је уместо Шандора пронашла новог надзорника на градилишту. Ружа мисли да је то пренагљен потез и да не знају ко је тај новоангажовани надзорник. Лина је умирује речима да је тај нови надзорник стигао по препоруци Косте, али Ружа није сигурна у то колико се може веровати Кости. Полиција, с друге стране, обавља истрагу везану за нестанак Шандора. Ухвате човека који је у сарадњи са Шандором уцењивао Лину која је извесно време, пре убиства, гајила љубавне емоције према Шандору. |                    |        |                                                                     |                              |                 |
| 58 | 22                 |        | Ана Марија Роси, Горчин Стојановић, Марко Глушич и Дејан Караклајић | Ива Митровић и Марко Поповић | 26. април 2022. |
| Ружа испитује Зорана и Лину где је нестао њихов надзорник Шандор. Он јој каже да га је отерао. Ружа каже да неће одустати од потраге за несталим Шандором. Полиција, са своје стране, обавља истрагу и дође до жене која је била жртва Шандорове претходне уцене. Зоранова братаница, Ања, вратила се у Суботицу после дужег путовања по Европи. Дошла је са својом новом пријатељицом, Францускињом. Ањин отац, Вук, није задовољан због тога што она неће да се подухвати неког сталног посла, већ стално лута наоколо покушавајући да дође до тога шта је заиста занима у животу. |                    |        |                                                                     |                              |                 |
| 59 | 23                 |        | Ана Марија Роси, Горчин Стојановић, Марко Глушич и Дејан Караклајић | Ива Митровић и Марко Поповић | 27. април 2022. |
| Инспектор Молнар каже Лини да је Шандор, осим што је њу емотивно грубо повредио, то учинио већ неколико пута разним женама, али никада није нестао. Јер, да је бежао, онда то не би ишло у прилог оних са којима је радио као грађевински надзорник. Молнар јој објашњава како он мисли да су се ствари одиграле. Шандор је видео да се Лина плаши, дошао је по њен новац, она се уплашила и убила га. Говори јој да је на њеној страни, да има сведочење других жена и Шандорове људе у притвору, те да ће добити мининалну казну, само треба да му каже где је леш. С друге стране, Вук од Јелене сазнаје да је Коста купио имовинска права за винарију "Томовић". На ову информацију, Вук, који не воли Косту, остаје у шоку! |                    |        |                                                                     |                              |                 |
| 60 | 24                 |        | Ана Марија Роси, Горчин Стојановић, Марко Глушич и Дејан Караклајић | Ива Митровић и Марко Поповић | 28. април 2022. |
| Верин син, Марко, има проблем са својом девојком, Андријаном. Предложи јој да не улазе у неки озбиљнији љубавни однос, јер је он преоптерећен радом у винограду. Андријани се не допада та идеја. Не жели да тек тако буде одбачена. Иван је помало несигуран када је реч о изгледу његове нове песме, за коју би ускоро требало да сними и спот. Он би волео да та музика звучи сировије, а не толико ушминкано као што би хтела Теа, његова менаџерка. Теа је уверена да се Иван заправо плаши комерцијалног успеха који би могао да доживи. |                    |        |                                                                     |                              |                 |
| 61 | 25                 |        | Ана Марија Роси, Горчин Стојановић, Марко Глушич и Дејан Караклајић | Ива Митровић и Марко Поповић | 29. април 2022. |
| Јелена је са Костом у ресторану на састанку. На мобилни телефон јави јој се Вук. Јелена каже Вуку да је стање у фирми крајње алармантно, после пропалих испорука Французима, те да то обоје знају. Упозорава га да уколико буду те информације процуреле у јавност, могу да изгубе велики број важних партнера. Вуков синовац, Иван, снима свој први спот. Око њега су лепе девојке, али њему мисли лутају ка оној која је успела да залечи његово рањено срце. На крају видимо сцену како са Теом, својом менаџерком, држи пиштољ, исто онако како је то чинио са Кристином. Хоће ли пасти први пољубац? |                    |        |                                                                     |                              |                 |
| 62 | 26                 |        | Ана Марија Роси, Горчин Стојановић, Марко Глушич и Дејан Караклајић | Ива Митровић и Марко Поповић | 2. мај 2022.    |
| Јелена држи састанак, везан за пословање винарије "Томовић", на којем присуствују Коста, Вук и Вера. Каже им како Французима није стигла сва договорена роба, те да им стално касне испоруке. Имају и нови проблем, последња тура им није ни стигла. Она отворено пита Веру да ли ће њени договори са Французима бити испоштовани или не. Инспектор Молнар позива Вука и каже му да је пронашао нешто о Кости и пита га када може да дође код њега. Вуку је Коста сумњив још од првог сусрета и пожури да се што пре сретне са Молнаром. |                    |        |                                                                     |                              |                 |
| 63 | 27                 |        | Ана Марија Роси, Горчин Стојановић, Марко Глушич и Дејан Караклајић | Ива Митровић и Марко Поповић | 3. мај 2022.    |
| Адвокат Симоновић се изненада појављује код свог клијента, Вука Томовића. Вук је изненађен што га види, али ради се о хитном договору везаном за имовинска питања кој је организовала Вукова ћерка, Ања. Током распремања куће, Лина доживљава непријатено изненађење. Пред њом се појављује Шандор кога је она убола ножем и његов леш однела у шуму, у чему јој је помогао супруг Зоран. Да ли је реч о њеној уобразиљи или је Шандор заправо жив? |                    |        |                                                                     |                              |                 |
| 64 | 28                 |        | Ана Марија Роси, Горчин Стојановић, Марко Глушич и Дејан Караклајић | Ива Митровић и Марко Поповић | 4. мај 2022.    |
| Коста приводи лика који тајно фотографише Вука Томовића. Жели да зна ко је и за кога ради. Овај му одговара да га је детектив и да га унајмила адвокатица Јелене Томовић - Џеј Ди. Она му је наредила да прати Вука, док не пронађе нешто сумњиво, некакву прљавштину, која ће јој помоћи у случају њене клијенткиње. Коста обавештава Јелену да је њена адвокатица унајмила детектива да прати Вука и да би било добро да то реши, пре него што њен бивши муж сазна. Уморна од свега и под притиском гриже савести, Лина коначно признаје Ружи да је убила Шандора. Она јој говори да ће бити уз њу и да нема разлога да се плаши.                                                                                              |                    |        |                                                                     |                              |                 |
| 65 | 29                 |        | Ана Марија Роси, Горчин Стојановић, Марко Глушич и Дејан Караклајић | Ива Митровић и Марко Поповић | 5. мај 2022.    |
| Коста долази кући. Испред капије затиче Ивана. Да ли је дошао да види Теу, своју музичку менаџерку, или жели да поразговара са њеним супругом, Костом, о њој? Инспектор Молнар долази код Томовића, како би поразговарао са Вуком. Дочекује га Ружа, која му каже како може њој да саопшти то што има и да ће она пренети брату. Он јој говори да је реч о њиховом деди Тадији. Вук позива Марка и каже му како је све намештено да винарија Смиљанић добије на конкурсу. |                    |        |                                                                     |                              |                 |
| 66 | 30                 |        | Ана Марија Роси, Горчин Стојановић, Марко Глушич и Дејан Караклајић | Ива Митровић и Марко Поповић | 6. мај 2022.    |
| Марко Смиљанић покушава да сазна да ли је његов најбољи пријетаљ Стефан у неком проблему. Већ дуже време Стефан има веома нервозне реакције. Као да је под неким великим притиском. Испитује га док раде у винограду и говори му да је тренутак да му каже ако га нешто мучи. Полицијски инспектор Молнар добија телефонски позив у ком му је тражена услуга коју ће он учинити. Мистериозни бизнисмен Коста седи за столом са ножем испред себе. Око њега је пуно оних за које сматра да заслужују његову освету. |                    |        |                                                                     |                              |                 |
| 67 | 31                 |        | Ана Марија Роси, Горчин Стојановић, Марко Глушич и Дејан Караклајић | Ива Митровић и Марко Поповић | 9. мај 2022.    |
| Пред крај радног времена, док се спрема да крене кући, у канцеларију инспектора Молнара стиже незван гост. Поздравља га са "здраво сине". Вук, Ружа, Зоран, Лина и Јелена се окупљају у старој кући Томовића. Јелена их пита зашто су је позвали, а и Лина каже да не зна шта се дешава. Вук им саопштава како морају да разговарају о Кости, сумњивом бизнисмену који је одлучан у намери да науди њиховој породици. У ситне сате, Лини се поново у кући појављује Шандор, за којег је она уверена да га је убила. Она се брине за себе: да ли је то знак да је почела да губи разум? |                    |        |                                                                     |                              |                 |
| 68 | 32                 |        | Ана Марија Роси, Горчин Стојановић, Марко Глушич и Дејан Караклајић | Ива Митровић и Марко Поповић | 10. мај 2022.   |
| Ања, Вукова ћерка, вратила се с дугачких путовања по Европи. Хтела је да продужи у Африку, али је после извесног времена проведеног у предомишљању одлучила да у пуном капацитету помогне добробити и побољшању квалитета производа њихове породичне винарије,"Томовић". Вера, уз помоћ Миртее, жене код које је одрасла, и даље покушава да пронађе податке о томе ко су заправо били њени родитељи и зашто су се напрасно одселили из Словеније и убрзо након пресељења у Неготин настрадали у саобраћајној несрећи. |                    |        |                                                                     |                              |                 |
| 69 | 33                 |        | Ана Марија Роси, Горчин Стојановић, Марко Глушич и Дејан Караклајић | Ива Митровић и Марко Поповић | 11. мај 2022.   |
| Марко Смиљанић одлази код Андријане и прети јој да ће направити хаос, уколико она и њен кум Васић буду наставили да му се мешају у посао. Она му говори како би и она имала што шта да му каже о његовом другу Стефану. Марка на улици пресрећу инспектори из службе за организовани криминал и говоре му како мора да пође са њима. Отац инспектора Молнара прича сину како су га једно вечери, 1984. године, позвали да хитно дође у кућу Томовића. Неко од радника је пријавио буку, дреку и ломљаву у кући. |                    |        |                                                                     |                              |                 |
| 70 | 34                 |        | Ана Марија Роси, Горчин Стојановић, Марко Глушич и Дејан Караклајић | Ива Митровић и Марко Поповић | 12. мај 2022.   |
| Лина пролази кроз тешке тренутке. Стално јој се привиђа Шандор за кога је убеђена да га је убила ножем. Шандор је уцењивао и она се тако обрачунала са њим. Разговара са женом која је имала слична искуства са Шандором. Та жена је смирује и каже јој да је и она имала сличних трауматичних искустава. Инспектор Молнар зна да је Лина убила Шнадора. Каже јој да му је позната историја Шандорових уцена. Добиће мању казну. Потребно је само да му саопшти где се налази Шандорово мртво тело. |                    |        |                                                                     |                              |                 |
| 71 | 35                 |        | Ана Марија Роси, Горчин Стојановић, Марко Глушич и Дејан Караклајић | Ива Митровић и Марко Поповић | 13. мај 2022.   |
| Лина и Зоран су у полицијској станици. Она је одлучила да инспектору Молнару каже истину. Мада је у почетку имала блокаду, почела је своју исповест од тога када је Шандор дошао код ње. Ружа испитује Косту. Решета га питањима: зашто је дошао, због чега је узео 40 одсто њихове фирме, због чега им помаже... На крају га пита колико ће то да их кошта. Даница не мирује. Одлучила је да истера до краја оно што је замислила. Решиће се Косте и њу и Душана вратити у игру из које су их истерали. Она одлази да се види са опасним типом, човеком за кога се сумња да је у лошим односима са Костом. Одмах му ставља до знања да је дошла због Косте и да жели о њему са њим да разговара.                                |                    |        |                                                                     |                              |                 |
| 72 | 36                 |        | Ана Марија Роси, Горчин Стојановић, Марко Глушич и Дејан Караклајић | Ива Митровић и Марко Поповић | 16. мај 2022.   |
| Марко одлази код Андријане. Она га дочекује сва раздрагана. Каже му да је чула шта се догодило са Денисом и Стефаном, али се нада да он није у проблему. Он је пита да ли јој личи на некога ко је у проблему, а затим јој каже како није због тога дошао. Утом се појављује њен отац и говори јој како је Марко дошао због њега. Вера и Вук су у потрази за Манетом Крстићем. Одлазе на адресу где им је речено да живи, али, изгледа, да га не проналазе тамо. Оно што њих двоје не знају јесте да их Мане све време прати и држи на оку. |                    |        |                                                                     |                              |                 |
| 73 | 37                 |        | Ана Марија Роси, Горчин Стојановић, Марко Глушич и Дејан Караклајић | Ива Митровић и Марко Поповић | 17. мај 2022.   |
| Миртеа позива Веру, која се још налази у Суботици, и говори јој како се сетила одакле зна Манета Крстића. Вера јој одговара да и она сада зна истину о Крстићу, а затим јој спушта слушалицу. Испоставља се да је Верин отац Никола Бован. Вук одлази код сумњивог бизнисмена Косте, који се из Немачке вратио у Суботицу, и пита га отворено зашто је убио његовог деду Тадију. Коста му говори како не разуме о чему овај прича. Међутим, Вук не одустаје. Говори му како зна да га је он убио и да је уз помоћ Манета Крстића све заташкао. |                    |        |                                                                     |                              |                 |
| 74 | 38                 |        | Ана Марија Роси, Горчин Стојановић, Марко Глушич и Дејан Караклајић | Ива Митровић и Марко Поповић | 18. мај 2022.   |
| Јелена се разводи од Вука. Током бракоразводне парнице, Јелена се заљуби у Вуковог адвоката - Симоновића. Јелена каже Вуку да сада може на миру да настави живот са Вером, старом љубави из младости. Вера је најзад стигла до одговора шта се догодило са њеним родитељима, који су настрадали у саобраћајној несрећи пре скоро четрдесет година. Испостави се да су њени родитељи у Неготин дошли са лажним именима, бежећи од последица злочина који је починила Верина мајка. Испостави се да је тај злочин нешто што озбиљно доводи у питање даљи опстанак љубави Вере и Вука. |                    |        |                                                                     |                              |                 |